# 茨城県道350号平泉潮来線
茨城県道350号平泉潮来線（いばらきけんどう350ごう ひらいずみいたこせん）は、茨城県神栖市内の一般県道である。

## 概要
- 起点：茨城県神栖市筒井（茨城県道44号成田小見川鹿島港線交点）[注釈 1]
- 終点：茨城県神栖市下幡木4584番地先[2]（茨城県道50号水戸神栖線交点〈鰐川橋交差点〉）[注釈 2]
- 総延長：3.370 km[3]
- 重用延長：2.299 km[3]
- 未供用延長：なし[3]
- 実延長：1.071 km[3]
- 自動車交通不能区間延長[注釈 3]：なし[3]

## 歴史
1971年（昭和46年）4月8日、前身にあたる県道下幡木潮来線が路線廃止され、これに代わる一般県道として、鹿島郡神栖町大字筒井（現、神栖市筒井）を起点とし、行方郡潮来町延方（現、潮来市）の国道51号交点までとする区間を茨城県が県道路線認定した。
1995年（平成7年）、整理番号変更により現在の整理番号350となり、現在に至る。

### 年表
- 1969年（昭和44年）8月28日：現在の路線の前身である下幡木潮来線（鹿島郡神栖村大字下幡木 - 行方郡潮来町大字延方：整理番号273）が路線認定される[4]。
- 1971年（昭和46年）
  - 4月8日
    - 現在の路線が県道平泉潮来線（鹿島郡神栖町大字筒井 - 行方郡潮来町、整理番号335）として路線認定される[5]。
    - 道路指定区域のうち、神栖町地内の大字筒井 - 大字鰐川の区間と、潮来町地内の大字延方字徳島 - 大字浪逆字北および、同町潮来字蒲洲 - 大字延方字白幡の区間を供用開始[6]。
    - 同時に、前身である県道下幡木潮来線（鹿島郡神栖町下幡木 - 行方郡潮来町、整理番号335）が路線廃止される[7]。

  - 9月27日：バイパスにあたる「水郷有料道路」（鹿島郡神栖町大字筒井〈筒井東交差点〉 - 行方郡潮来町大字延方〈現：潮来市須賀・須賀交差点〉、9.287 km）を建設するための道路区域を指定[8]。
- 1972年（昭和47年）4月17日：行方郡潮来町大字潮来字注進免 - 同字江波洲の狭隘路（最小幅員2.0 m）を2車線化道路改良バイパス（886 m）へ付け替え供用開始[9]。
- 1974年（昭和49年）
  - 4月25日：有料道路区間である「水郷有料道路」の工事が完了する[10]。
  - 4月26日：「水郷有料道路」が開通・料金徴収開始[10][11]。
- 1987年（昭和62年）3月26日：道路の区域の一部（鹿島郡神栖町大字鰐川 - 行方郡潮来町大字延方字白幡（曲松交差点）、延長7.971 km）を指定解除[注釈 4]。道路区域が、神栖町大字筒井（国道124号・平泉西交差点） - 同町大字鰐川の区間（延長4.3743 km）および、神栖町大字筒井（国道124号・筒井東交差点） - 潮来町大字延方字下高野内乙（現須賀、国道51号・須賀交差点）の「水郷有料道路」（路線延長9.287 km）の2区間となる[12][13]。
- 1987年（昭和62年）11月20日：行方郡潮来町大字延方の潮来インターチェンジ開設に伴う取付道路を供用開始[14]。
- 1991年（平成3年）1月18日：「水郷有料道路」の主要区間を4車線化[15]。
- 1995年（平成7年）3月30日：整理番号335から現在の番号（整理番号350）に変更される[16]。
- 2011年（平成23年）2月28日
  - 神栖市下幡木地内（下幡木交差点 - 鰐川橋交差点）の鹿島港潮来インター線重複区間（636 m）を追加編入[2]。
  - 神栖市下幡木（下幡木交差点） - 同市鰐川の旧道区間（450 m）が指定解除され神栖市道へ降格[2]。

## 路線状況

### 重複区間
- 茨城県道260号谷原息栖東庄線（神栖市筒井 - 神栖市鰐川）
- 茨城県道256号鹿島港潮来インター線（神栖市下幡木 - 鰐川橋：0.636 km）[2]

## 地理

### 通過する自治体
- 茨城県神栖市

### 交差する道路
- 茨城県道44号成田小見川鹿島港線（神栖市筒井）
- 茨城県道256号鹿島港潮来インター線（神栖市下幡木）
- 茨城県道260号谷原息栖東庄線（神栖市筒井 - 同市下幡木）
- 茨城県道50号水戸神栖線（神栖市下幡木）[2]